# Původní Bureš

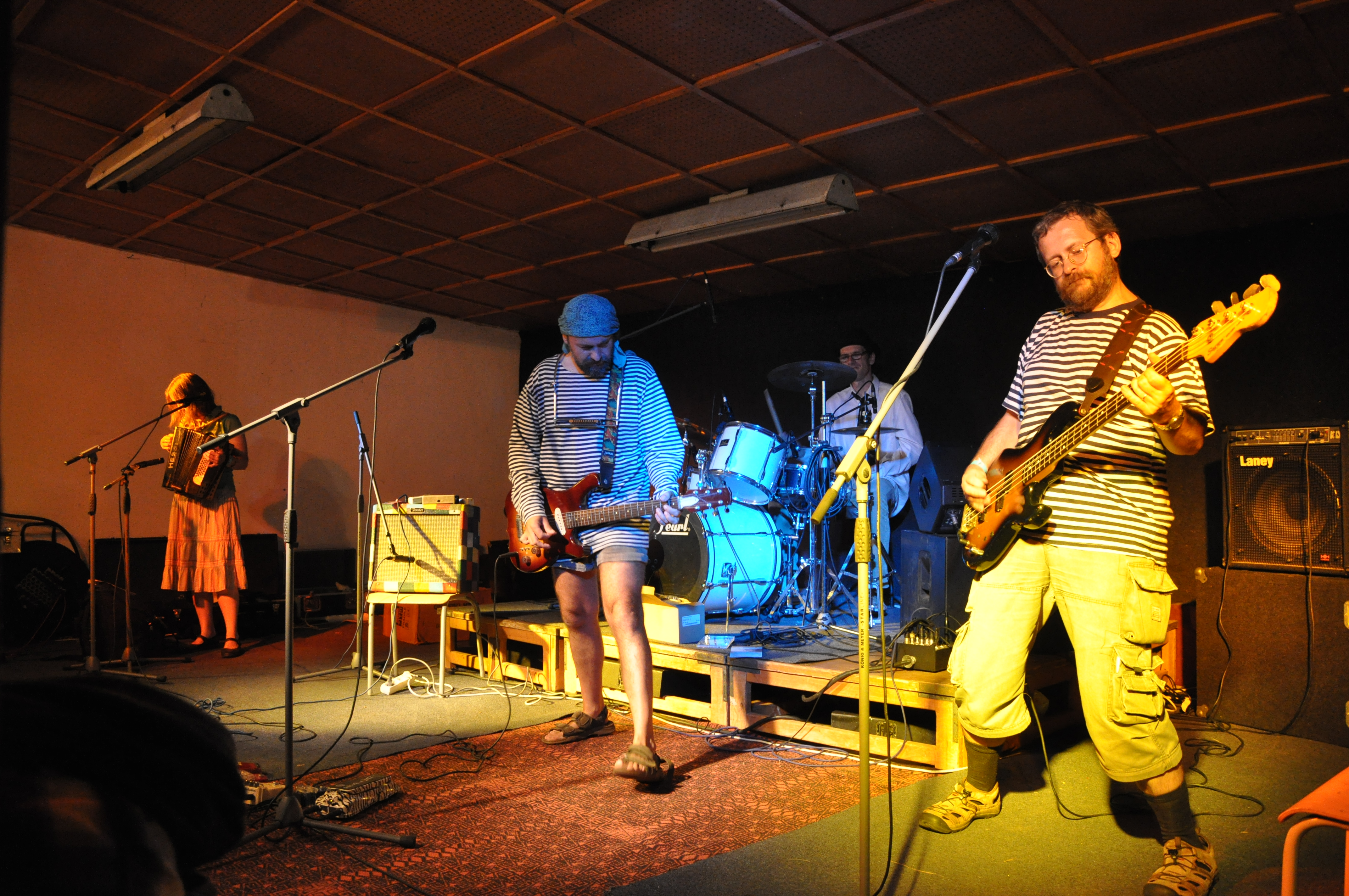
Původní Bureš na festivalu Otevřeno v Jimramově 28. srpna 2009, zleva Palmeová, Palme, Šlik a Hernych.

Původní Bureš je pražská hudební skupina utvořená kolem hlavního autora Jaromíra Františka Palmeho, řečeného Fumas. Kapela působí od 80. let – s malou přestávkou na začátku 90. let – dosud. Doposud vydala 11 alb. Svůj styl nazývají jako „psychedelicpunkfolkrock“ (angl. výslovnost [ˌsaikəˈdelikˌpaŋkˈfəukˌrok]), tedy něco mezi punkem, psychedelickým rockem a folkrockem.

## Historie
Počátky skupiny sahají do roku 1980, kdy hrál Fumas s Petrem Cibulkou a Janem Marenčákem v kapele The Problematic boys, která se o tři roky později spojila s Duem Svítiplyn (Ludvík „Eman“ Kandl a Petr „Brut“ Hernych). Následovalo několik dalších projektů – kapela Eman a brusiči, Jogurt BB, jednorázový projekt undergroundové opery Husí kref (1985), v roce 1987 vznikla kapela Původní Bureš. Od roku 1984 až do Sametové revoluce byli členové kapely Palme, Hernych a Kandl sledováni Státní bezpečností.
V roce 1991 se kapela nakrátko rozpadla, ale brzy obnovila činnost.
Do současnosti kapelou prošlo přes 30 lidí, ze zakládajících členů jsou nyní v kapele dva (Palme a Hernych). V prosinci 2011 opustil skupinu po devíti letech bubeník Petr Hugo Šlik, na jeho místo se vrátil Petr Vitáček, který již v kapele působil v letech 1993 až 1998. V roce 2012 odešla violistka Markéta Janatová a na její místo nastoupily flétnistka Jana Tomečková a violistka Pavla Čornejová, která již byla členkou kapely v letech 1987 až 1989 a 1993 až 2004.
Historii kapely postupně zpracovává Fumas formou komiksu; jednotlivé díly vycházejí jako součást brožur s programem, které kapela rozdává na svých koncertech. V letech 2013 a 2014 proběhla navíc výstava některých částí komiksu na vodní tvrzi v Popovicích.

## Hudební styl
Písničky píše v naprosté většině Fumas, v repertoáru má kapela ale i převzaté skladby (např. punkovou verzi skotské lidové Harfy s českým textem Jana Lašťovičky z Asonance).
Kapela sama svůj styl nazývá jako „psychedelicpunkfolkrock“, tedy něco mezi punkem, psychedelickým rockem a folkrockem. Antonín Kocábek z magazínu UNI popisuje hudbu Původního Bureše jako „pestrou směs folku, punkově ,rovného‘ jednoduchého rocku, kramářských a hospodských písniček.“ a soudí, že „Kapely jako je Původní Bureš mnozí oceňují jen za tu výdrž, s jakou si léta drhnou umanutě svoje písničky, které ctí jasné kořeny, ale zcela ignorují módní i průkopnické dění. Je to škoda, i když od poloviny osmdesátých let, kdy tahle parta vznikla, se toho v jejich hudbě mění jen pramálo. Podobných poctivých spolků, které jsou autentické, na nic si nehrají, nepředstírají umění a o přirozenost se nemusí snažit, zase není až tolik.“
Podle Milana Tesaře z Folk & Country „zpívající a píšící výtvarník Jaromír František Fumas Palme se svou kapelou navazuje na tradici rockového písničkářství ve stylu Neila Younga. Je to tedy něco mezi syrovým rockem a folkem, přičemž základní nástroje (kytaru, basu a bicí) doplňují nepostradatelné tóny foukací harmoniky, houslí, případně (na novém albu) akordeonu. Zatímco nástrojové obsazení a orientace na příběhy vychází z amerického folkrocku, interpretací Původní Bureš čerpá i z punku, případně z tradice spontánního hraní po hospodách (českých nebo třeba irských).“
Hudební publicista Petr Korál hodnotí styl Původního Bureše jako „jednoduchý elektricko-akustický pub rock s patinou někdejší nové vlny i s lehce folklórními názvuky. Jenže zároveň pub rock obsahově chytrý.“

## Současné obsazení

### Členové kapely

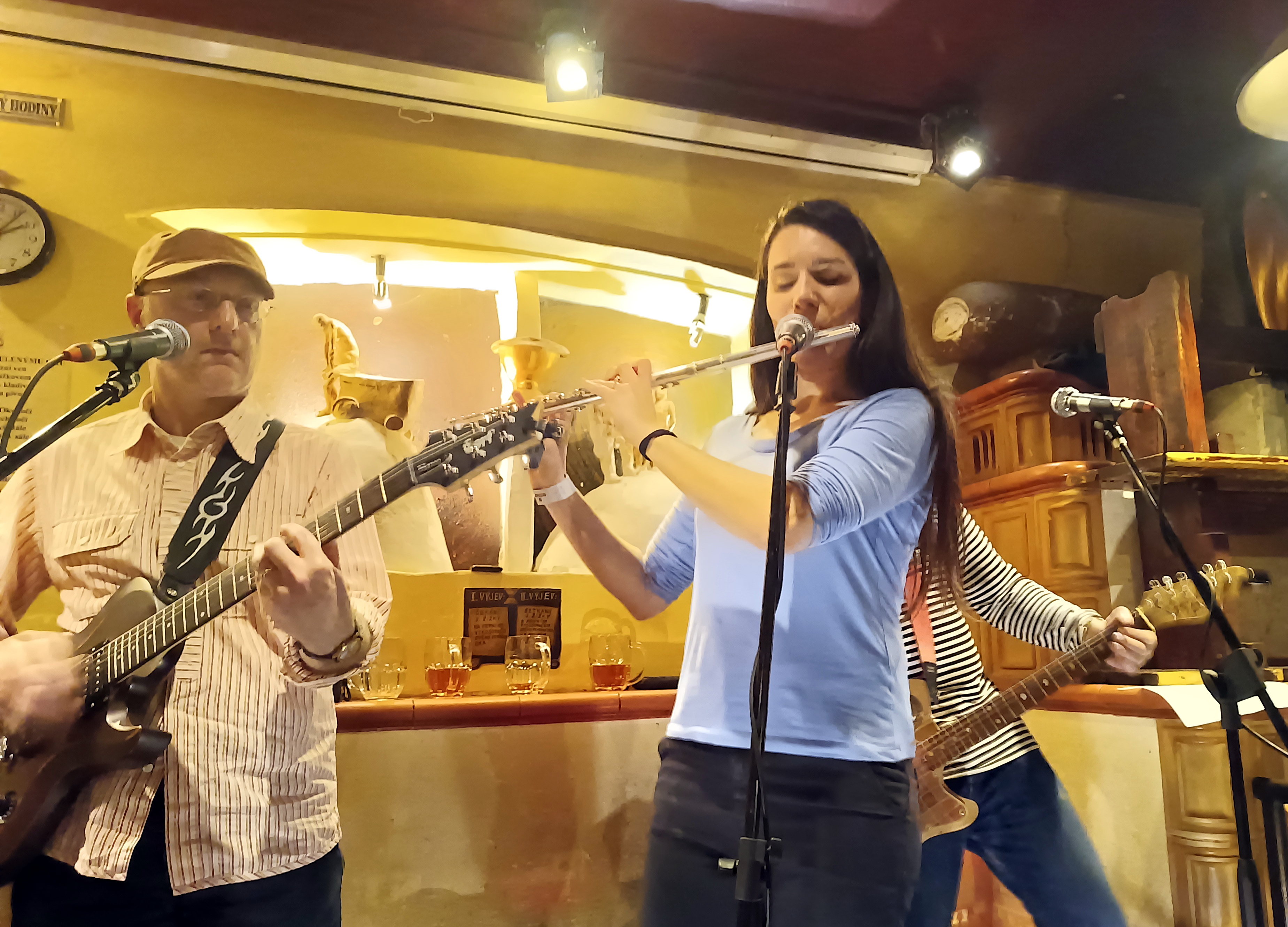
Pazdera a Tomečková (v pozadí Palme) U vystřelenýho oka v rámci Žižkovské Noci 2024

- Jaromír František Palme (Fumas) – zpěv, kytara, harmonika, text i hudba písní, výtvarník bookletů
- Petr Hernych (Brut) – baskytara
- Jana Tomečková – příčná flétna, zpěv
- Jiří Pazdera –  kytara, cajon, zpěv
- Filip Minajev – bicí

### Stálí hosté
- Dana Palmeová – akordeon
- Vojtěch Noha – bicí

## Bývalí členové
- Kateřina Suchlová – housle
- Ivan Zwyrzek Malý – akordeon
- Filip Marek – dudy
- Jan Landštof – bicí
- Luděk Šipla – bicí
- František Janče – kytara
- Jiří Bobeš Klovrza – akordeon
- Jan Budíček Boťa – kytara
- Zdeněk Rampa – bicí
- Áda Vitáček – bicí
- Ludvík Eman Kandl – bicí
- Lenka Pecharová – zpěv
- Jana Modráčková – trubka, bicí
- Daniel Olaf Kahuda – niněra
- Ondřej Žák – klarinet, flétny, foukací harmonika
- Dobroš Tuček – didgeridoo
- Marcel Pindel – bicí
- Slávek Forman – housle
- Jaroslava Moučková – zpěv
- Kateřina Kandlová – zpěv
- Petr Hugo Šlik – bicí
- Markéta Janatová – viola
- Pavla Čornejová (rozená Přerovská, pár let také Krucká) – viola, zpěv
- Petr Vitáček – bicí

## Diskografie

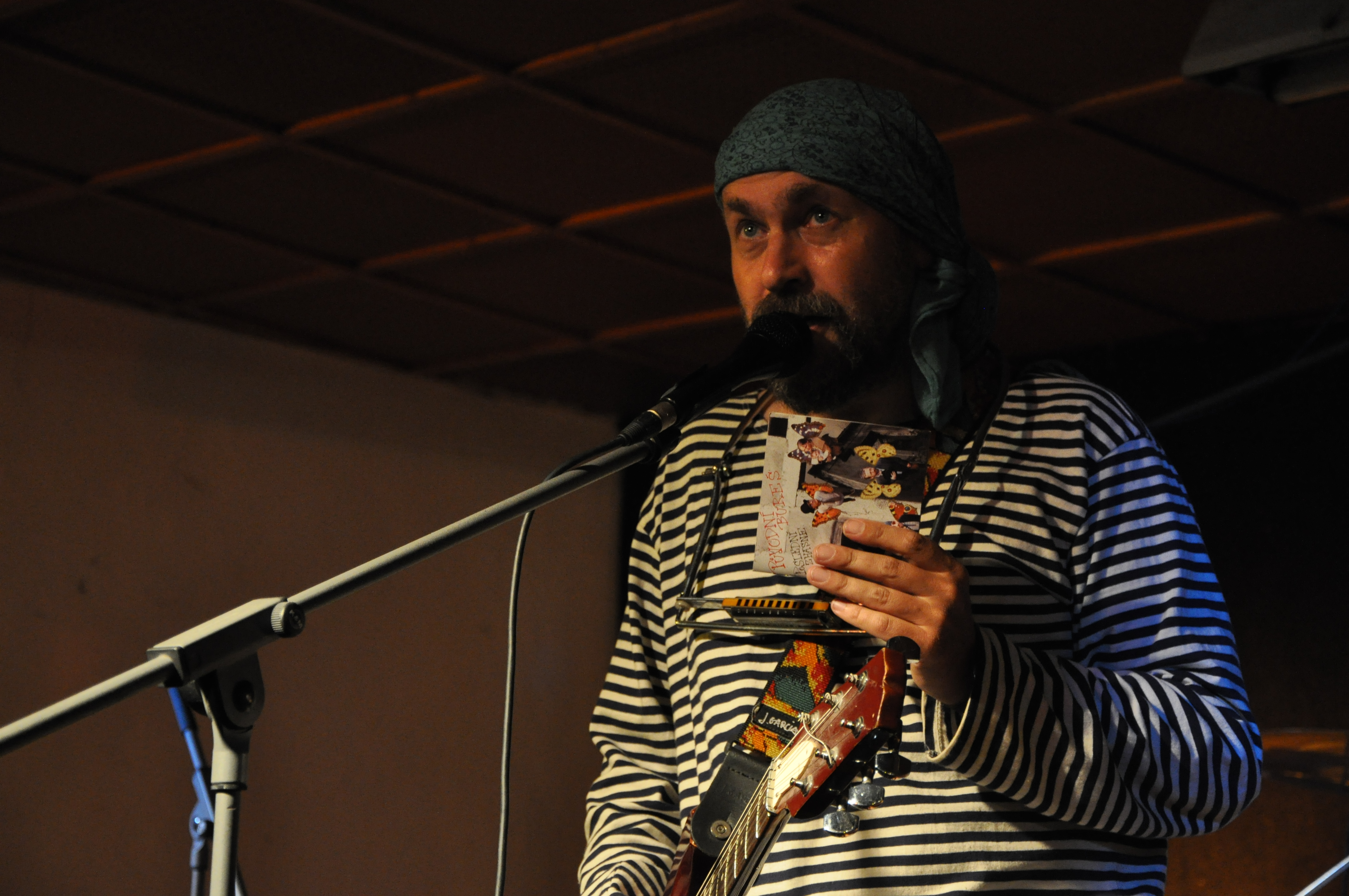
Frontman skupiny Fumas s albem Poslední zhasne v srpnu 2009.

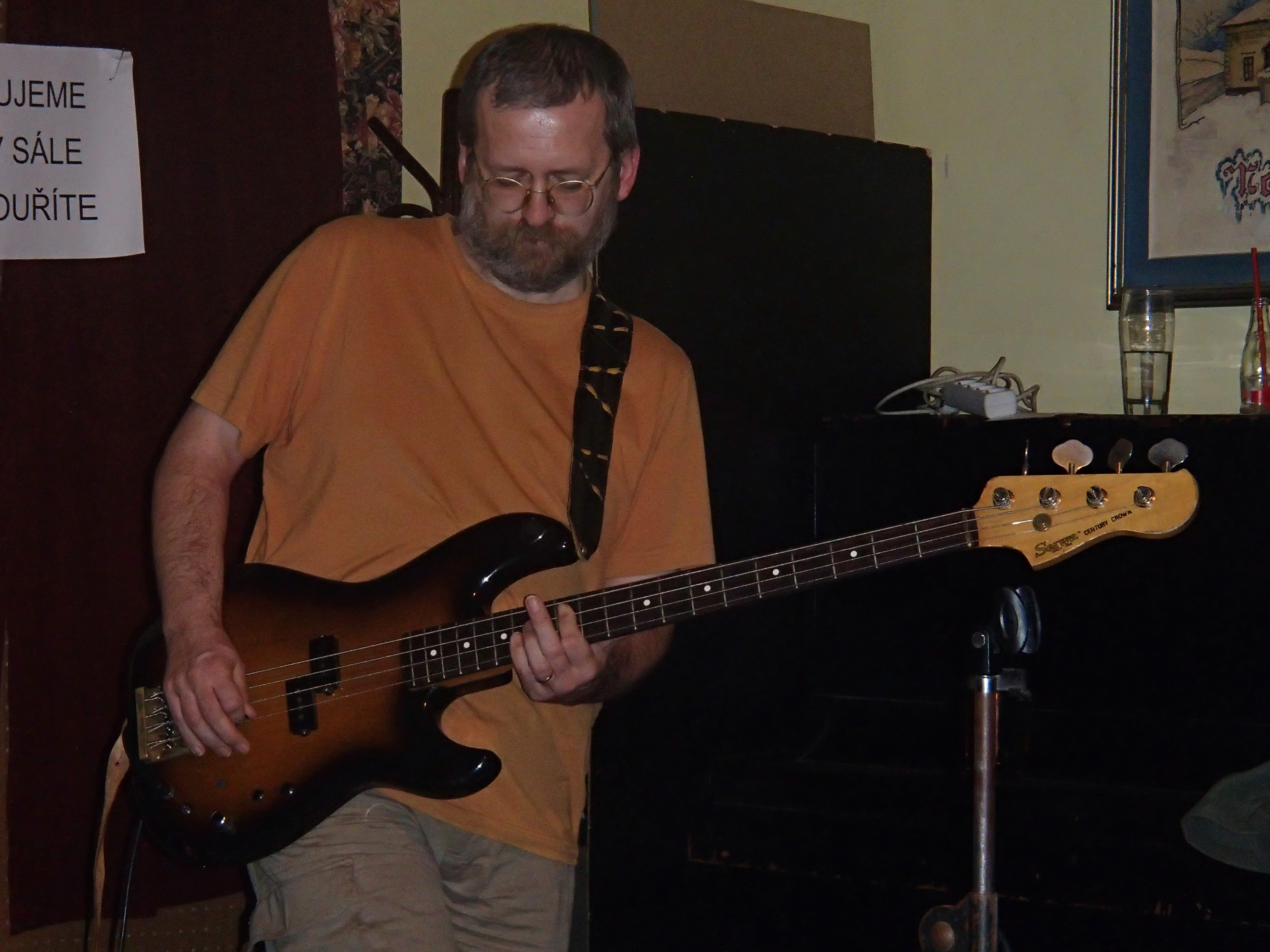
Baskytarista Petr Hernych na koncertě v roce 2013.

Diskografie skupiny čítá v současnosti (2009) deset řadových alb, dva autorizované bootlegy a další rarity. Někdy se k ní přičítá i Fumasův sólový projekt Fumasdeska, album přímého předchůdce Původního Bureše, skupiny Jogurt BB (Co to sem jede) a další.

### Alba
- Přepadli Vás indiáni (nahrávky z roku 1989), 1999
- Too Young to Kozí Dech to Old to Fly, MC 1992, CD 1999
- Drobné radosti psychedelické kachny, MC 1994
- Ples tapírů, 1996 – disk obsahuje i reedici předchozího alba
- Ghost do domu, 1998
- Myš You Were Here, 1999 – maxisingl
- Sen noci indiánské, 2001
- Kůň s pěti nohama, 2004
- Cesta z krimu, 2006
- Poslední zhasne, 2009
- Železný Jan, 2012
- V pasti, 2014
- Láska pivo a rokenrol, 2018
- Tinitus 2021
- Klub kapely gumových duší Henriho Waitse, 2022

### Autorizované bootlegy
- Čajový obřad, 2002 – natočeno 16. prosince 2000 v Čajovně pod stromem čajovým
- Last Waltz With Pavla, 2005 – natočeno 20. prosince 2004 v Malostranské besedě v Praze při rozlučkovém koncertě s Pavlou Čornejovou
- Máš ňáký problémy?, 2010 – nahráno v roce 1987 na Dobešce v Praze

### Rarity
- The B. Yes of, 2000 – internetový singl, nahráno 15. listopadu 1998 v klubu Mlejn v Praze.
- La France Live 6.11.98, 2000 – nahrávka z hospody La France
- Snění o snu noci indiánské, 2001 – demo pro vnitřní potřebu kapely, ve formátu mp3 vyšlo na datové stopě alba Sen noci svatojánské

### Účast na samplerech
- Zebra, 2000
- Mezinárodní Hlavec žen, 2006